# Thomasomys daphne
Thomasomys daphne és una espècie de mamífer rosegador de la família dels cricètids. Viu a altituds d'entre 2.000 i 3.540 msnm a Bolívia i el Perú. Els seus hàbitats naturals són els boscos montans, les zones pertorbades i els boscos primaris i secundaris. És una espècie en risc mínim, és a dir, no sembla que hi hagi cap amenaça significativa per a la seva supervivència.
L'espècie fou anomenada en honor de la nimfa Dafne.